# Pycnosomia strongylocentroti
Pycnosomia strongylocentroti är en havsspindelart som först beskrevs av Losina-Losinsky, L.K. 1933.  Pycnosomia strongylocentroti ingår i släktet Pycnosomia och familjen Phoxichilidiidae. Inga underarter finns listade i Catalogue of Life.